# 格爾利丘鄉
44°46′0″N 28°5′0″E / 44.76667°N 28.08333°E
格爾利丘鄉（羅馬尼亞語：Comuna Gârliciu, Constanța），是羅馬尼亞的鄉份，位於該國西南部，由康斯坦察縣負責管轄，面積62平方公里，海拔高度60米，2007年人口1,813，人口密度每平方公里29人。